# Хмельовка (Нефтекамський міський округ)
Хмельо́вка (рос. Хмелёвка, башк. Хмелевка) — село у складі Башкортостану, Росія. Входить до складу Нефтекамського міського округу.
Населення — 46 осіб (2010, 63 у 2002).
Національний склад:
- башкири — 71 %